# Heike Karge
Heike Karge (* 1970 in Schwedt/Oder) ist eine deutsche Historikerin.

## Leben
Von 1989 bis 1991 absolvierte sie ein Lehramtsstudium für Russisch und Deutsch an den Universitäten Leipzig und Kaluga. Von 1991 bis 1999 studierte sie Geschichte und Ost- und Südosteuropastudien an der Universität Leipzig, Zagreb und Belgrad (M.A. 1999). Nach der Promotion 2006 am Europäischen Hochschulinstitut Florenz war sie ab 2008 Akademische Rätin /  ab 2020 Akademische Oberrätin am Lehrstuhl für Geschichte Südost- und Osteuropas an der Universität Regensburg. Nach der Habilitation 2018 an der Universität Regensburg wurde sie 2023 Professorin am Institut für Geschichte der Karl-Franzens-Universität Graz und Leiterin des Arbeitsbereiches für Südosteuropäische Geschichte und Anthropologie.

## Forschung und Lehre
Ihre Forschungsschwerpunkte sind Kultur- und Sozialgeschichte Südost- und Osteuropas; Kultur- und Sozialgeschichte der Medizin und Psychiatrie; Krieg, Gewalt und Erinnerung; Transitional Justice; Rechtsanthropologie, Interdisziplinäre Traumaforschung.

## Veröffentlichungen (Auswahl)
- Steinerne Erinnerung – versteinerte Erinnerung? Kriegsgedenken in Jugoslawien (1947–1970). Wiesbaden 2010.
- History teaching materials on 1992–1995 in Bosnia and Herzegovina. Building trust or deepening divides? The report on learning and teaching on the period of 1992–1995 in primary schools throughout Bosnia and Herzegovina. Sarajevo 2022.